# バイオコークス
バイオコークスとは、光合成に起因する全ての植物から形成できる固形燃料の総称である。従来のバイオマス燃料では困難であった、圧縮強度が高く、高温環境下での長時間燃焼が可能、また、製造時に廃棄物を出さない特性等を有しており、石炭から作られるコークスの代替燃料として使用可能な「ゼロエミッション燃料」である。

## 概要
バイオコークスとはいわば人造の石炭である。原料となる植物を高温高圧下に20分程度置き、石炭が生成される地層と似た環境にすると、化学変化がおきて石炭に似た物質が生まれる。化学的に安定、元の原料の5分の1以下の体積になり、1000℃以上の高温で燃焼できる優秀な燃料である。ただし燃焼過程は石炭というよりもむしろ石炭コークスに似通っており、例えば火力発電所のボイラーで必要とされる1200℃の燃焼温度にはバイオコークスのみでは到達できないとされる。
近畿大学教授の井田民男によって2000年頃からこの研究が行われており、既に各国の特許も取得され、国内外で実用に向けた実証実験が進められている。
2024年2月、日本ブラックペレット株式会社は過熱水蒸気＆スクリュー式炭化装置の販売事業者として、世界初の最高熱伝導・低コストで安定的にバイオコークス（半炭化材料の生成も同一プラントで可能）を生成（100t /日）可能とするプラントを販売開始した。

## 特徴

### 冷間圧縮強度が高い（60-100MPa）
溶解炉等に銑鉄と一緒に投入する際に圧破されない強度（石炭コークス20MPaが基準）が必要とされるが、バイオコークスは従来のバイオマス燃料（ペレット燃料では数MPa程度）にはない高冷間圧縮強度を有している。

### 安定性
強度が高いので輸送時や保管時の破損・崩壊が少なく、吸水・腐敗もしないので長期間の保存が可能となる。除染廃棄物に適用した場合(後述)にも、保管中の放射性セシウムなどの有害物質の溶出も防止できる。また適度な水分を含むため、自然発火の危険性は比較的低い（石炭と同程度）。

### 高温環境下でも長時間緩慢燃焼が可能
従来のバイオマス燃料と比較して高温環境下でも長時間緩慢燃焼が可能であり、自動車部品メーカ所有のキューポラ炉等において、石炭コークスの代替燃料として使用可能なことを実証している。

### ゼロエミッション燃料（重量収率100%）
バイオコークス製造時における重量収率は100%（投入原料と製品の重量が同じ）であり、固形燃料への転換の際、廃棄物を出さないゼロエミッション燃料である。基本技術は、世界的に特許を出願、順次確定が進んでいる。現在は自動車部品メーカー向けに石炭コークス代替燃料として、バイオコークスを製造、供給している。

### 原料保有エネルギーを100％有効利用
原料中の揮発成分の揮散がないので原料が保有するエネルギーを100%有効に利用できる。

### 比重が大きい
原料となる乾燥植物(比重0.2～0.3)、ペレット燃料(0.6～0.7)と比べバイオコークスの見掛け比重は1.2～1.4であり、原料と比べ5～6分の1のサイズまで容積を圧縮することができる。
|                   | バイオコークス(杉) | 石炭コークス | 石炭   | 木炭       | ペレット(杉) |
| ----------------- | ------------------ | ------------ | ------ | ---------- | ------------ |
| 総発熱量(kcal/kg) | 4200               | 7000         | 8000   | 6640～7525 | 4200         |
| 冷間強度(MPa)     | 50-100             | 20           | -      | -          | 5～10        |
| 見掛け比重        | 1.2～1.4           | 0.7          | 0.8    | 0.07～1.2  | 0.6～0.7     |
| 水分(%)           | 3～10              | ほぼ0        | 7～10  | 5～11      | 3～10        |
| 炭素分(%)         | 約50               | 80～90       | 55～74 | 70～80     | 約50         |
| 揮発分(%)         | 30～40             | 5以下        | 18～37 | 8.7～24.5  | 30～40       |
| 気孔率(%)         | ほぼ0              | 30～40       | -      | 約40       | -            |

## 製法
1. 材料となる植物試料を1～3ミリ程度の大きさに粉砕し、水分を5～15%程度に調整する
2. 装置のシリンダーに充填し、20MPaで圧縮する(直径16cmの場合で16トン)
3. 圧縮を続けながら180℃まで約40分間加熱する
4. 常温まで冷却する

植物試料を高温高圧下に置くことで成分として含まれるリグニン、セルロース、ヘミセルロースのうちヘミセルロースとリグニンが軟化して繊維質のセルロースをバインド（束縛）し、分子間の立体構造が強化される。一度バインドされた分子構造は冷却した後も化学的に安定しており、これがバイオコークスの高強度の理由である。

## 実証試験
実用化、工業化へ向け複数のプロジェクトが試みられている。

### パームヤシによるバイオコークス製造
近畿大学と大阪ガスエンジニアリングは、2014年3月3日にマレーシアにおいて、パームヤシ由来のバイオマスを原料としたバイオコークスの製造試験を開始することを発表した。科学技術振興機構（JST）の実施する「産学共同実用化開発事業」によるもので、大阪ガスエンジニアリングがパイロットプラントをマレーシアに設置し、年間650トン程度の製造を2年間行う。その結果により、商業プラントを建設し、バイオコークスの量産化および日本国内の溶解炉等への販売を目指すとしている。

### バイオコークスを活用したハウス加温栽培
近畿大学とイオンアグリ創造は2010年5月20日、産学連携包括協定を締結したと発表した。北海道恵庭市の近畿大学バイオコークス研究所が所有する農地にて、共同で循環型農業の研究やバイオコークスを利用したハウス加温栽培の研究、および就農人材の育成に取り組む。

### 杉間伐材を活用したコジェネレーション利用
杉の間伐材からバイオコークスを製造する実証事業が秋田県横手市柳田で行われている。製造工程で発生するガスで発動機を動かし、電気と熱水を生み出す「一石三鳥」の方式を全国で初めて採用した。小規模ながらエネルギーの地産地消を進める取り組みとして注目されている。石炭エネルギーセンター（東京）に委託した事業。横手第2工業団地の4500平方メートルを秋田県から借り受け、原料置き場や発電プラントを整備した。2013年5月から稼働している。原料は横手市森林組合が提供している。材木製品に使えない杉の根や細い幹をチップ状に砕いて乾燥させる。その工程で出る木の粉を圧縮して熱を加え、直径10センチ、長さ25～30センチのバイオコークスを製造する。

### 除染廃棄物の減量化の試み
バイオコークスの安定性や高比重という特徴を活かし、福島第一原子力発電所事故に対する周辺被災地の除染作業から出た大量の除染廃棄物をバイオコークス化することで、多くの問題が解決されるとして注目されている。
除染廃棄物をバイオコークス化することにより、中間貯蔵施設への運搬に必要な輸送車両の台数が約1/10に減少し、汚染物質の飛散が心配されない状態での中間貯蔵施設への輸送が可能になる。

### 商業生産プラント
大阪府森林組合は、森林整備に伴い発生する間伐材などの木質バイオマスを原料に、バイオコークスを製造する拠点「大阪府森林組合高槻バイオコークス加工場」（大阪府高槻市中畑）を建設した。世界で初の商用（実用）のバイオコークス製造プラントとなる。2011年6月中を目途に操業を開始する。2011年度中は試行操業として、設備や製品の実証・検証を兼ねてバイオコークスを製造。本格的な商用操業は、2012年4月（2012年度）からとなる予定である。

## 実用化へ向けたコスト試算
経済産業省によって日産10t規模でバイオコークスを製造した場合の主だった用途における採算性の試算が行われている。このレポートによると製糖工場や飲料工場の製造かすを原料としてバイオコークスを製造する場合、原料輸送費や粉砕費用が省けるため高い採算性を見込むことが可能だが、一方でごみ焼却炉やハウス栽培農家では原料輸送費や粉砕、乾燥費用がかさみ採算を確保することが難しいことが読み取れる。なお北海道の泥炭を乾燥やバイオコークス製造の熱源として用いる場合、採算性がかなり向上すると見られている。